# 高句麗遺跡公園

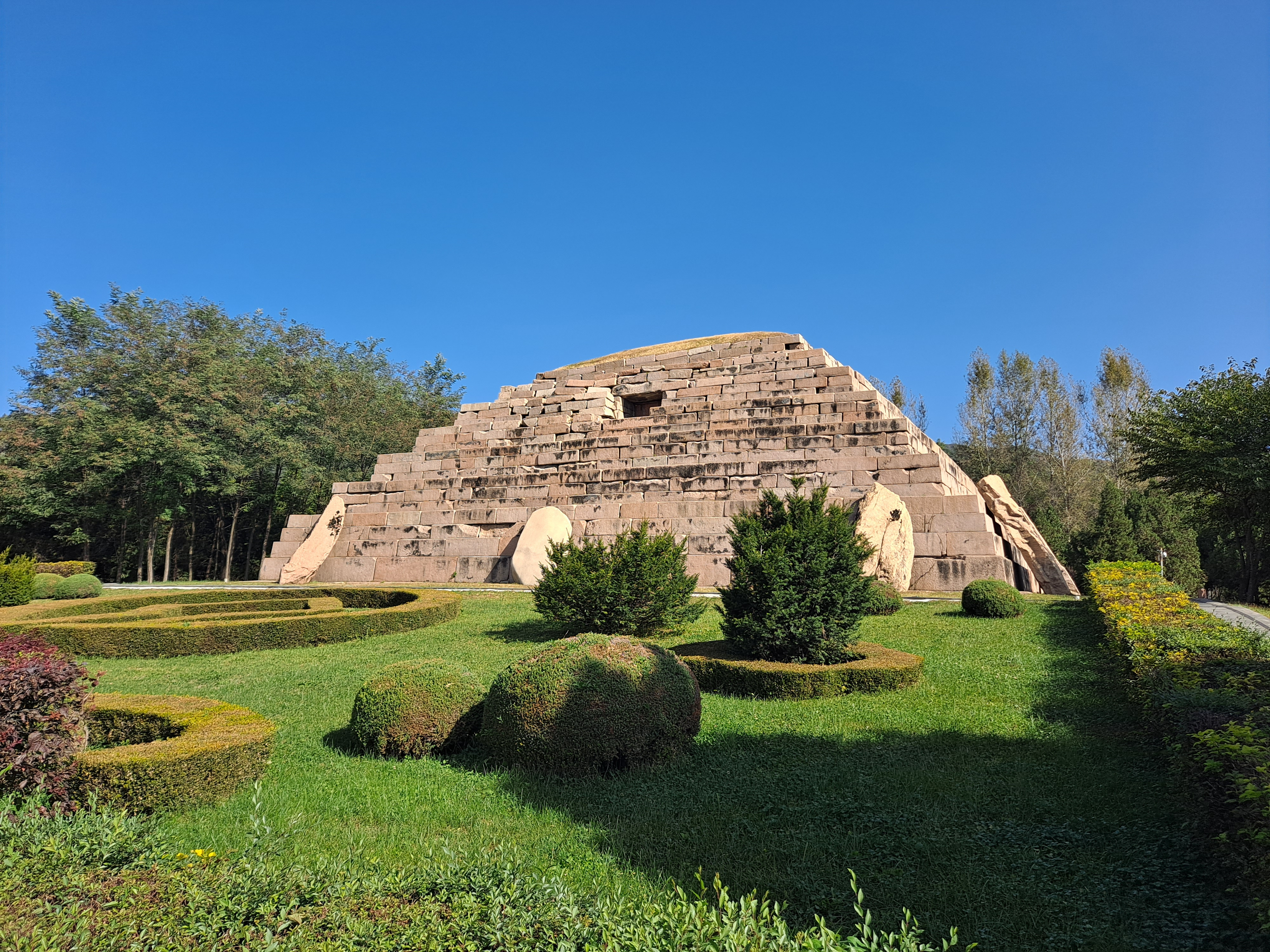
高句麗遺址公園内にある将軍塚（長寿王の陵墓ともいわれる）

高句麗遺跡公園（こうくりいせきこうえん、中国語: 高句丽遗址公园）は、中華人民共和国吉林省集安市の市街地近くにある高句麗の遺跡に関する歴史公園である。
市街区近くにありアクセスはいいが、2003年から整備途中の公園で、高句麗王の陵墓「将軍塚」などがある。
なお、集安市市街地には国内城もあり、また郊外には丸都城、好太王碑（広開土王碑）などの高句麗遺跡（いずれも世界遺産）がある。

## 参照項目
- 集安市の文化と観光
- 高句麗前期の都城と古墳（世界遺産）